# Hug+
Hug+（ハグタス）はFM大阪で2013年10月から放送している番組である。

## 番組概要
仕事に子育て・趣味などを充実したいひとたちに、母となった大塚由美がお届けするプログラムである。日々の生活にひとつ加えるプログラムである。
番組開始から2015年9月までは、毎週金曜日の11:30 - 14:55に放送していたが、同年10月から2024年3月29日までは8:20 - 11:00に枠移動して放送している。
2024年4月5日からは6:00 - 11:00に放送枠を拡大して放送。
放送枠を午前に移動した後は、2020年6月まで、前座番組が自社制作番組となっていたが、2020年7月 - 2024年3月は『ONE MORNING FRIDAY』→『ONE MORNING』（TOKYO FM・JFNC制作）のネット受けに切り替えたため、当番組が金曜日の自社制作の生放送番組では一番手となっている。

## 放送時間
- 金曜 11:30 - 14:55（開始 - 2015年9月）
- 金曜 8:20 - 11:00（2015年10月 - 2024年3月）
- 金曜 6:00 - 11:00（2024年4月5日 - ）

## DJ
- 大塚由美

## 主なコーナー
ここでは交通情報などを除く。
午前枠移動後（2020年7月時点）
- 10:04　りょうき歯科クリニックデリシャススマイル
- 10:16　ドコモ d Break

午後放送時代（2013年10月 - 2015年9月）
- 12:21 Q・B・B Yumi's kitchen - チーズを大フィーチャーし、それらを使ったレシピなどを紹介する。
- 13:00 Hugメロ - つい口ずさんでしまいたくなる懐メロを紹介する。リスナーから懐メロを送ることもできる。
- 13:40頃 マンマミーアのコーナー - 日々のちょっとしたことをリスナーと共有する。